# Castilleja fissifolia
Espèce
Classification APG III (2009)
Castilleja fissifolia est une espèce de plantes de la famille des Orobanchaceae.

## Synonymes
Selon Tropicos (22 octobre 2016) :
- Castilleja coronopifolia Vent.
- Castilleja fissifolia subsp. fruticosa Wedd. ex Melch.
- Castilleja fissifolia subvar. stricta (Benth.) Wedd.
- Castilleja fissifolia var. divaricata (Benth.) Wedd.
- Castilleja fissifolia var. integrifolia (L. f.) Wedd.
- Castilleja fissifolia var. longifolia Benth.
- Castilleja stricta Benth.